# Pescina
Pescina település Olaszországban, Abruzzo régióban, L’Aquila megyében. Lakosainak száma 3724 fő (2023. január 1.). Pescina Celano, Collarmele, Ortona dei Marsi, San Benedetto dei Marsi, Castelvecchio Subequo, Gioia dei Marsi, Trasacco és Ortucchio községekkel határos.

## Népesség
A település lakossága az elmúlt években az alábbi módon változott:
| Lakosok száma | 4699 | 4506 | 4195 | 4098 | 4054 | 3724 |
|               | 1991 | 2001 | 2013 | 2017 | 2018 | 2023 |

## Híres emberek
- Itt született Jules Mazarin (eredeti nevén: Giulio Raimondo Mazarino) 1602. július 14-én (†Vincennes (Franciaország), 1661. március 9.) előbb olasz diplomata, majd bíboros, francia főminiszter.